# Nati nel 1909/Senza giorno specificato
| Questa pagina contiene informazioni ricavate automaticamente dalle voci biografiche con l'ausilio del template Bio e di un bot. L'aggiornamento è periodico e automatico e ricostruisce completamente la pagina. Se manca una persona in questa lista, sei pregato di non aggiungerla, ma accertati piuttosto che la sua voce biografica contenga il template Bio e che i dati anagrafici siano correttamente compilati. Se il template Bio manca, inseriscilo tu stesso o, in alternativa, metti l'avviso {{tmp\|Bio}} che ne segnala la mancanza. Se i dati riportati sono sbagliati, correggi direttamente la voce biografica; le modifiche saranno visibili in questa lista entro pochi giorni. Per chiarimenti vedi il progetto biografie. La lista contiene solo le 83 persone che sono citate nell'enciclopedia e per le quali è stato implementato correttamente il template Bio. Pagina aggiornata al 26 feb 2025. |

- Ettore Accorsi, partigiano italiano († 1985)
- Adriana Filippi, pittrice, insegnante e partigiana italiana († 1982)
- Vincenzo Agusta, imprenditore e dirigente sportivo italiano († 1958)
- Arnaldo Maria Angelini, ingegnere italiano († 1999)
- Giovanni Aragona, chimico e biologo italiano († 1957)
- Nobuo Arai, nuotatore giapponese († 1990)
- Krystyna Artyniewicz, poetessa polacca († 1953)
- Venanzio Baccilieri, scultore e incisore italiano († 1984)
- Ahmed Bahnini, politico marocchino († 1971)
- Giovanni Barbera, scultore italiano († 1936)
- Mario Baresi, architetto e ingegnere italiano († 1994)
- Claudio Barigozzi, biologo e genetista italiano († 1996)
- Dino Basaldella, scultore italiano († 1977)
- Bruce Bellas, fotografo statunitense († 1974)
- Irving Bieber, psicoanalista statunitense († 1991)
- Gian Carlo Bitossi, militare italiano († 1941)
- Edoardo Bulgheroni, imprenditore e dirigente sportivo italiano († 1990)
- Italo Cammarota, compositore e arrangiatore italiano († 1980)
- Alberto Canaveri, aviatore italiano
- Vera Cao Pinna, economista italiana († 1986)
- David Carbonari, regista italiano († 1981)
- Moshe Castel, pittore israeliano († 1991)
- Carlos Castro Feijóo, nuotatore e pallanuotista argentino
- Chan Hon Chung, artista marziale cinese († 1991)
- Roger Chaput, musicista e chitarrista francese († 1995)
- Lionello Colicigno, pianista, compositore e direttore d'orchestra italiano († 1986)
- Silvio Consadori, pittore italiano († 1994)
- Renata Cortiglioni, direttrice di coro italiana († 1987)
- Manlio D'Ercoli, illustratore e pittore italiano († 1997)
- Daniel Kanza, politico congolese (Repubblica Democratica del Congo) († 1990)
- Yvan Daniel, scrittore francese († 1986)
- Jamini Das, pallanuotista indiano
- Hugh Davson, biologo e scrittore inglese († 1996)
- Nicola De Feo, giornalista italiano († 1987)
- Rodolfo De Jonge, calciatore argentino
- Mimmo Dei, imprenditore italiano († 1985)
- Douglas Morton Dunlop, islamista e storico britannico († 1987)
- Federico Enrico, militare italiano († 1940)
- Vladimir Grigor'evič Ermolaev, ingegnere aeronautico sovietico († 1944)
- Placido Errico, pittore italiano († 1983)
- Francesco Ferrero, cestista e allenatore di pallacanestro italiano († 1997)
- Mariana Frigeni, scrittrice italiana († 1997)
- Oscar Gallo, scultore, pittore e incisore italiano († 1994)
- Vigilio Gottardi, attore italiano († 1972)
- Domenico Grassi, militare italiano († 1937)
- Jacques Griffe, stilista francese († 1996)
- Domenico Jachino, militare italiano († 1942)
- Petrus Jans, vescovo vetero-cattolico olandese († 1994)
- Riccardo Jucker, imprenditore e collezionista d'arte italiano († 1987)
- Shigeru Kaho, astronomo giapponese († 1981)
- Cesare Lampronti, pittore italiano († 1983)
- Dino Lanaro, pittore italiano († 1998)
- Domenico Lanza, partigiano italiano († 1944)
- Liu Yunqiao, artista marziale cinese († 1992)
- Annibale Lovera di Maria, militare italiano († 1940)
- Bruno Maffi, politico e traduttore italiano († 2003)
- Esteban Malazzo, calciatore argentino
- Alberto Mori, geografo italiano († 1993)
- Vito Nicoletti, sindacalista e antifascista italiano († 2000)
- Sirio Pastorini, architetto italiano († 1994)
- Hassan Raghab, calciatore egiziano († 1973)
- Enrico Reggiani, militare italiano († 1942)
- Dries Riphagen, criminale di guerra olandese († 1973)
- Remo Riva, scultore italiano († 1974)
- Attilio Rossi, pittore e grafico italiano († 1994)
- Tokuhei Sada, nuotatore giapponese († 1933)
- Giovanni Battista Salvatoni, militare italiano († 1937)
- Antonio Santillán, regista e sceneggiatore spagnolo († 1966)
- Sarah Kubitschek, brasiliana († 1996)
- Rudolf Schlesinger, giurista tedesco († 1996)
- Luigi Scuotto, dirigente sportivo italiano († 2008)
- Shigeo Shingō, ingegnere giapponese († 1990)
- Pietro Strengacci, militare italiano († 1938)
- Ibrahim Sultan Ali, politico, imprenditore e attivista eritreo († 1987)
- Hans Taihuttu, calciatore indonesiano
- Gianni Tamanti, militare italiano († 1943)
- C.T., italiano († 1983)
- Alceo Valcini, giornalista italiano († 1991)
- Tommaso Valmarana, nobile italiano († 1991)
- Napoleone Valvola, cestista italiano († 1983)
- Totò Vilardo, dirigente sportivo e calciatore italiano
- Asim Vokshi, ufficiale e politico albanese († 1937)
- Adib al-Shishakli, militare e politico siriano († 1964)